# Hideyoshi Arakaki
Hideyoshi Enrique Arakaki Chinen (Lima, 2 gennaio 1998) è un calciatore peruviano, di ruolo centrocampista.
È di origine nipponica a causa dei suoi nonni, emigrati in Perù dal paese del Sol Levante.

## Carriera
Arakaki inizia la carriera agonistica nell'Univ. San Martín nel 2016. Due anni dopo viene ingaggiato dal Melgar. Con il club di Arequipa esordisce nella Coppa Libertadores 2019, superando con il suo club l'Universidad de Chile e poi il Caracas, contro cui segna nella gara di andata la rete del 2-0 che verrà giudicata tra le più belle tra quelle segnata in questa fase della competizione, nelle fasi preliminari del torneo.